# サー (楽器メーカー)
サー・ギターズ（英称： Suhr Guitars）はアメリカ合衆国カリフォルニア州レイクエルシノア市の楽器製造会社である。正式名称はJS Technologies Inc（略称：JST）。
主にエレキギターやエレキベース、エフェクター、ギターエフェクター、ギターアンプなどを製造している。

## 概要
1974年から1976年の間、ニュージャージー州にて高校生であったジョン・サーは近所に住んでいたギター職人のロバート・ベネデットの元で師事しギター製作のキャリアをスタートさせる。その後、楽器業界に興味を持ったジョン・サーはドルー大学を卒業後の1980年に楽器店のRudy's Music Stopでリペアマンとしてアルバイトを始める。1985年にはギター製作の実力が認められ、Rudy's Music Stopのプライベートブランドのペンサの企画制作に加わり、店長との共同名でペンササー(Pensa Suhr)ブランドなども発表した。1991年にカリフォルニア州へ移住し、Custom Audio Amplifierに就職し、ギターアンプ"OD100"などを設計する。1993年には当時、技術力不足で優秀な人材を探していたフェンダーから誘いを受け、フェンダー・カスタム・ショップのシニア・マスタービルダーに就任する。マイケル・ランドウやスコット・ヘンダーソンはこの頃からの顧客である。1997年にフェンダーのCNCルーターのエンジニアで同僚であったスティーブ・スミスと共に自らのブランドであるSuhr Guitarsを設立し、念願の独立を果たした。
2015年6月に、アメリカのAvalanche InternationalがJS Technologiesを買収すると発表された。 Avalancheは電子タバコの会社を傘下に持つ会社であり、なぜギターメーカーのSuhrを買収したのか注目されたが理由は明らかにならず、結局1年後の2016年7月に買収は破棄された。 買収の破棄後、ジョン・サーは海外のフォーラムにおいて、今後も変わらず楽器製作を続ける旨の投稿をしている。

## 製品

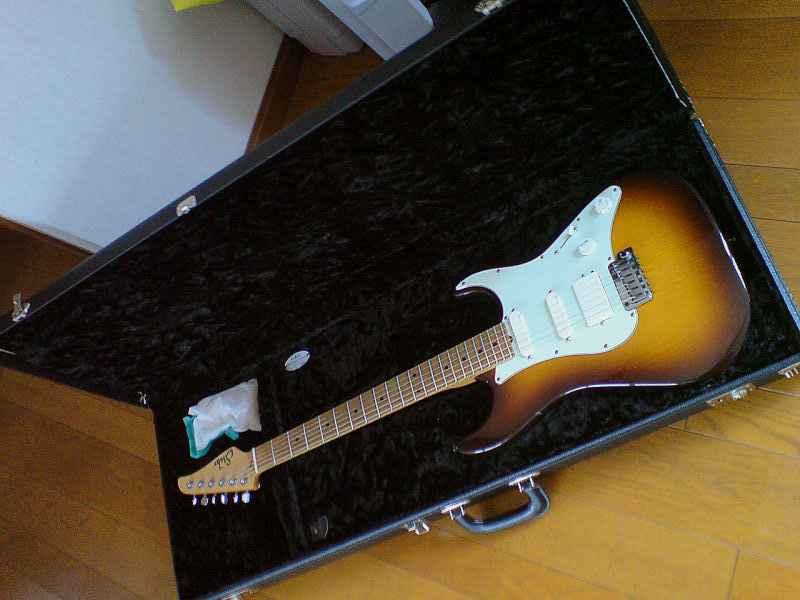
Suhr Classic

現在は概ね3000ドルから4000ドルのオーダーメイドの高価なハイエンドギターを中心に製作している。2006年には選択できる仕様を限定して作り置きし2000ドル代までコストダウンしたモデル、Proシリーズを販売開始。カスタムオーダーから得られたユーザーの人気の高いスペックに限定して取り込むことにより、コストパフォーマンスの高い人気シリーズとなっている。
(現在ではProシリーズは廃盤となり、Core Lineが事実上のカタログモデルである。)
その他、フェンダー・カスタム・ショップの元同僚であるJ.W.BlackとコラボレーションしたAntiqueというモデルもある。
また開業当初はペグはスパーゼルやヒップショット、ゴトーなどのメーカー市販品を採用していたが、2013年からゴトー(後藤ガット)が製造協力の元、ロック-ソリッド機能を搭載したギア比が1:18のサーロックペグを共同開発し、採用開始した。
ゴトーとは以前にもサドルの弦間が10.5mmのシンクロナイズド・トレモロである1055を共同開発し、2007年に自社製品に採用したりAllPartsから販売もしている(現行モデルは510Tシリーズを採用している。)。2017年にはジャズマスターシェイプのClassic JMがラインナップに加わった。
基本的にはストラトキャスター(Classic S)やテレキャスター(Classic T)など、フェンダー系のシェイプのギターがメインであったが、2018年のNAMMショウではシングルカッタウェイ(レスポールシェイプ)のSuhr Auraが数量限定で発表された。
Suhr製のギターとしては初めてフェンダー系以外のシェイプ、かつ初めて25.5インチ以外のスケールのギターとなる。当初は2018年夏頃の販売開始を目指していたが、その後秋頃からの販売開始にずれ込み、日本国内で販売開始されたのは2019年の11月となった。
ギター本体以外の製作でもラインナップを展開しており、例えばCAE社での経験を生かしBADGER、BELLA、HEDGEHOGといったオリジナルアンプやCAE社とコラボレーションしたギターアンプも製作、販売している。アンプ以外にもエフェクターも製作し、Riot、Shiba Driveなどといったディストーション系から、コンプレッサーやトレモロなども取り揃える。
ギターPUに関しても自社で製作しており、SSH+、SSV、MLなどと言ったPUは定番として製品に搭載されている。PUは単体での販売も行っている。

## 使用アーティスト
- スコット・ヘンダーソン
- レブ・ビーチ
- マイケル・ランドウ
- Pete Thorn
- Richard Hallebeek
- Kirk Fletcher
- Greg Howe
- Ian Thornley(Big Wreck)
- Andy Wood
- James Norbert Ivanyi
- Matt Reviere(Perry)
- ガスリー・ゴーヴァン(現在は契約が終了している)
- 増崎孝司(DIMENSION)
- Mateus Asato